# Twin Peaks/Episodenliste

Logo zur Serie

Diese Episodenliste enthält alle Episoden der US-amerikanischen Krimi-Mystery-Serie Twin Peaks, sortiert nach der US-amerikanischen Erstausstrahlung. Zunächst entstanden von 1989 bis 1991 zwei Staffeln mit 30 Episoden, ehe Showtime sie 23 Jahre später wiederbelebte und eine weitere Staffel in Auftrag gab, die 2017 mit einer Länge von 18 Episoden ausgestrahlt wurde.

## Übersicht
| Staffel               | Episodenanzahl        | Erstausstrahlung USA | Erstausstrahlung USA | Deutschsprachige Erstausstrahlung | Deutschsprachige Erstausstrahlung |
| Staffel               | Episodenanzahl        | Staffelpremiere      | Staffelfinale        | Staffelpremiere                   | Staffelfinale                     |
| --------------------- | --------------------- | -------------------- | -------------------- | --------------------------------- | --------------------------------- |
| 1                     | 8                     | 8. April 1990        | 23. Mai 1990         | 10. September 1991                | 25. Oktober 1991                  |
| 2                     | 22                    | 30. September 1990   | 10. Juni 1991        | 29. Oktober 1991                  | 15. Februar 1992                  |
| Twin Peaks – Der Film | Twin Peaks – Der Film | 28. August 1992      | 28. August 1992      | 20. August 1992                   | 20. August 1992                   |
| 3                     | 18                    | 21. Mai 2017         | 3. September 2017    | 25. Mai 2017                      | 7. September 2017                 |

## Staffel 1
Die Erstausstrahlung der ersten Staffel war vom 8. April bis zum 23. Mai 1990 auf dem US-amerikanischen Fernsehsender ABC zu sehen. Die deutschsprachige Erstausstrahlung sendete der Sender RTL plus vom 10. September bis zum 25. Oktober 1991.

Im US-amerikanischen Original hatten die einzelnen Episoden der ersten Staffel keine Titel. Für die deutsche Fernsehausstrahlung dachte sich RTL plus Titel aus, die wiederum bei der Wiederholung der Serie im US-Kabelfernsehen ins Englische übersetzt und später weltweit übernommen wurden. Für die zweite Staffel legte David Lynch dann eigene Episodentitel fest.
| Nr. (ges.) | Nr. (St.) | Deutscher Titel                                          | Originaltitel                       | Erstausstrahlung USA | Deutschsprachige Erstausstrahlung (D) | Regie               | Drehbuch                 | Zuschauer (USA) |
| ---------- | --------- | -------------------------------------------------------- | ----------------------------------- | -------------------- | ------------------------------------- | ------------------- | ------------------------ | --------------- |
| 1          | 1         | Das Geheimnis von Twin Peaks Pilotfilm (Alternativtitel) | Pilot                               | 8. Apr. 1990         | 10. Sep. 1991                         | David Lynch         | Mark Frost & David Lynch | 34,6 Mio.       |
| 2          | 2         | Spuren ins Nichts                                        | Traces to Nowhere                   | 12. Apr. 1990        | 13. Sep. 1991                         | Duwayne Dunham      | Mark Frost & David Lynch | 23,2 Mio.       |
| 3          | 3         | Zen oder die Kunst, einen Mörder zu fassen               | Zen, or the Skill to Catch a Killer | 19. Apr. 1990        | 20. Sep. 1991                         | David Lynch         | Mark Frost & David Lynch | 19,2 Mio.       |
| 4          | 4         | Ruhe in Unfrieden                                        | Rest in Pain                        | 26. Apr. 1990        | 27. Sep. 1991                         | Tina Rathborne      | Harley Peyton            | 16,7 Mio.       |
| 5          | 5         | Der Einarmige                                            | The One-Armed Man                   | 3. Mai 1990          | 4. Okt. 1991                          | Tim Hunter          | Robert Engels            | 17,4 Mio.       |
| 6          | 6         | Coopers Träume                                           | Cooper’s Dreams                     | 10. Mai 1990         | 11. Okt. 1991                         | Lesli Linka Glatter | Mark Frost               | 17,3 Mio.       |
| 7          | 7         | Zeit des Erkennens                                       | Realization Time                    | 17. Mai 1990         | 18. Okt. 1991                         | Caleb Deschanel     | Harley Peyton            | 15,6 Mio.       |
| 8          | 8         | Der letzte Abend                                         | The Last Evening                    | 23. Mai 1990         | 25. Okt. 1991                         | Mark Frost          | Mark Frost               | 18,7 Mio.       |

## Staffel 2
Die Erstausstrahlung der zweiten Staffel wurde vom 30. September 1990 bis zum 10. Juni 1991 auf dem US-amerikanischen Fernsehsender ABC gesendet. Die deutschsprachige Erstausstrahlung sendete der Sender RTLplus zwischen dem 29. Oktober 1991 und dem 29. Dezember 1991, allerdings nur bis zur Folge 13 der zweiten Staffel, Schachmatt. Die letzten neun Folgen wurden in Deutschland von Tele 5 unter dem Titel Twin Peaks – Das Geheimnis geht weiter vom 18. Januar bis 15. Februar 1992 nachgereicht.
| Nr. (ges.) | Nr. (St.) | Deutscher Titel              | Originaltitel               | Erstausstrahlung USA | Deutschsprachige Erstausstrahlung (D) | Regie               | Drehbuch                                                  | Zuschauer (USA) |
| ---------- | --------- | ---------------------------- | --------------------------- | -------------------- | ------------------------------------- | ------------------- | --------------------------------------------------------- | --------------- |
| 9          | 1         | Der Riese sei mit dir        | May the Giant Be With You   | 30. Sep. 1990        | 29. Okt. 1991                         | David Lynch         | Handlung: Mark Frost & David Lynch Schauspiel: Mark Frost | 19,1 Mio.       |
| 10         | 2         | Koma                         | Coma                        | 6. Okt. 1990         | 1. Nov. 1991                          | David Lynch         | Harley Peyton                                             | 14,4 Mio.       |
| 11         | 3         | Der Mann hinter Glas         | The Man Behind Glass        | 13. Okt. 1990        | 8. Nov. 1991                          | Lesli Linka Glatter | Robert Engels                                             | 13,7 Mio.       |
| 12         | 4         | Lauras geheimes Tagebuch     | Laura’s Secret Diary        | 20. Okt. 1990        | 15. Nov. 1991                         | Todd Holland        | Jerry Stahl, Mark Frost, Harley Peyton & Robert Engels    | 12,8 Mio.       |
| 13         | 5         | Der Fluch der Orchideen      | The Orchid’s Curse          | 27. Okt. 1990        | 22. Nov. 1991                         | Graeme Clifford     | Barry Pullman                                             | 11,4 Mio.       |
| 14         | 6         | Dämonen                      | Demons                      | 3. Nov. 1990         | 29. Nov. 1991                         | Lesli Linka Glatter | Harley Peyton & Robert Engels                             | 11,3 Mio.       |
| 15         | 7         | Einsame Seelen               | Lonely Souls                | 10. Nov. 1990        | 6. Dez. 1991                          | David Lynch         | Mark Frost                                                | 17,2 Mio.       |
| 16         | 8         | Spazierfahrt mit einer Toten | Drive With a Dead Girl      | 17. Nov. 1990        | 13. Dez. 1991                         | Caleb Deschanel     | Scott Frost                                               | 13,3 Mio.       |
| 17         | 9         | Selbstjustiz                 | Arbitrary Law               | 1. Dez. 1990         | 20. Dez. 1991                         | Tim Hunter          | Mark Frost, Harley Peyton & Robert Engels                 | 12,4 Mio.       |
| 18         | 10        | Bruderzwist                  | Dispute Between Brothers    | 8. Dez. 1990         | 25. Dez. 1991                         | Tina Rathborne      | Tricia Brock                                              | 11,1 Mio.       |
| 19         | 11        | Maskenball                   | Masked Ball                 | 15. Dez. 1990        | 26. Dez. 1991                         | Duwayne Dunham      | Barry Pullman                                             | 12,1 Mio.       |
| 20         | 12        | Die schwarze Witwe           | The Black Widow             | 12. Jan. 1991        | 28. Dez. 1991                         | Caleb Deschanel     | Harley Peyton & Robert Engels                             | 10,3 Mio.       |
| 21         | 13        | Schachmatt                   | Checkmate                   | 19. Jan. 1991        | 29. Dez. 1991                         | Todd Holland        | Harley Peyton                                             | 9,8 Mio.        |
| 22         | 14        | Doppelspiel                  | Double Play                 | 2. Feb. 1991         | 18. Jan. 1992                         | Uli Edel            | Scott Frost                                               | 8,7 Mio.        |
| 23         | 15        | Sklaven und Meister          | Slaves and Masters          | 9. Feb. 1991         | 18. Jan. 1992                         | Diane Keaton        | Harley Peyton & Robert Engels                             | 8,2 Mio.        |
| 24         | 16        | Die Verdammte                | The Condemned Woman         | 16. Feb. 1991        | 25. Jan. 1992                         | Lesli Linka Glatter | Tricia Brock                                              | 7,8 Mio.        |
| 25         | 17        | Wunden und Narben            | Wounds and Scars            | 28. März 1991        | 1. Feb. 1992                          | James Foley         | Barry Pullman                                             | 9,2 Mio.        |
| 26         | 18        | Auf den Schwingen der Liebe  | On the Wings of Love        | 4. Apr. 1991         | 1. Feb. 1992                          | Duwayne Dunham      | Harley Peyton & Robert Engels                             | 9,2 Mio.        |
| 27         | 19        | Beziehungsvariationen        | Variations on Relations     | 11. Apr. 1991        | 8. Feb. 1992                          | Jonathan Sanger     | Mark Frost & Harley Peyton                                | 7,9 Mio.        |
| 28         | 20        | Der Weg zur schwarzen Hütte  | The Path to the Black Lodge | 18. Apr. 1991        | 8. Feb. 1992                          | Stephen Gyllenhaal  | Harley Peyton & Robert Engels                             | 7,4 Mio.        |
| 29         | 21        | Die Nacht der Entscheidung   | Miss Twin Peaks             | 10. Juni 1991        | 15. Feb. 1992                         | Tim Hunter          | Barry Pullman                                             | 10,4 Mio.       |
| 30         | 22        | Jenseits von Leben und Tod   | Beyond Life and Death       | 10. Juni 1991        | 15. Feb. 1992                         | David Lynch         | Mark Frost, Harley Peyton & Robert Engels                 | 10,4 Mio.       |

## Staffel 3
Am 6. Oktober 2014 gab Showtime die Wiederbelebung der Serie nach über 23 Jahren bekannt. Der Kabelsender ließ ab September 2015 eine dritte Staffel produzieren. Dabei waren erneut Mark Frost und David Lynch für die Drehbücher und Lynch für die Regie verantwortlich. Die Ausstrahlung begann am 21. Mai 2017 mit einer Doppelfolge. In Deutschland sicherte sich Sky Deutschland die Ausstrahlungsrechte und zeigte die Folgen ab dem 22. Mai 2017 im Originalton parallel zur US-Ausstrahlung, bzw. in der deutschen Synchronfassung ab dem 25. Mai 2017 jeweils vier Tage später auf Sky Atlantic HD.
| Nr. (ges.) | Nr. (St.) | Deutscher Titel                                                     | Originaltitel                                     | Erstausstrahlung USA | Deutschsprachige Erstausstrahlung (D/A) | Regie       | Drehbuch                 | Zuschauer (USA) |
| ---------- | --------- | ------------------------------------------------------------------- | ------------------------------------------------- | -------------------- | --------------------------------------- | ----------- | ------------------------ | --------------- |
| 31         | 1         | Teil 1: Mein Holzscheit hat eine Nachricht für dich                 | Part 1: My Log Has a Message for You              | 21. Mai 2017         | 25. Mai 2017                            | David Lynch | Mark Frost & David Lynch | 0,506 Mio.      |
| 32         | 2         | Teil 2: Die Sterne rotieren. Und die Zeit repräsentiert sich selbst | Part 2: The Stars Turn and a Time Presents Itself | 21. Mai 2017         | 25. Mai 2017                            | David Lynch | Mark Frost & David Lynch | 0,506 Mio.      |
| 33         | 3         | Teil 3: Ruf um Hilfe                                                | Part 3: Call for Help                             | 28. Mai 2017 *       | 1. Juni 2017                            | David Lynch | Mark Frost & David Lynch | 0,195 Mio.      |
| 34         | 4         | Teil 4: Das bringt 'n paar Erinnerungen zurück                      | Part 4: ...Brings Back Some Memories              | 28. Mai 2017 *       | 1. Juni 2017                            | David Lynch | Mark Frost & David Lynch | 0,195 Mio.      |
| 35         | 5         | Teil 5: Fallakten                                                   | Part 5: Case Files                                | 4. Juni 2017         | 8. Juni 2017                            | David Lynch | Mark Frost & David Lynch | 0,254 Mio.      |
| 36         | 6         | Teil 6: Sterben Sie nicht                                           | Part 6: Don't Die                                 | 11. Juni 2017        | 15. Juni 2017                           | David Lynch | Mark Frost & David Lynch | 0,270 Mio.      |
| 37         | 7         | Teil 7: Es gibt einen Körper, im wahrsten Sinne                     | Part 7: There's a Body All Right                  | 18. Juni 2017        | 22. Juni 2017                           | David Lynch | Mark Frost & David Lynch | 0,294 Mio.      |
| 38         | 8         | Teil 8: Hast du Feuer?                                              | Part 8: Gotta Light?                              | 25. Juni 2017        | 29. Juni 2017                           | David Lynch | Mark Frost & David Lynch | 0,246 Mio.      |
| 39         | 9         | Teil 9: Das ist der Sessel                                          | Part 9: This Is the Chair                         | 9. Juli 2017         | 13. Juli 2017                           | David Lynch | Mark Frost & David Lynch | 0,355 Mio.      |
| 40         | 10        | Teil 10: Laura ist diejenige                                        | Part 10: Laura Is the One                         | 16. Juli 2017        | 20. Juli 2017                           | David Lynch | Mark Frost & David Lynch | 0,267 Mio.      |
| 41         | 11        | Teil 11: Die Flammen lodern dort, wo du hinwillst                   | Part 11: There's Fire Where You Are Going         | 23. Juli 2017        | 27. Juli 2017                           | David Lynch | Mark Frost & David Lynch | 0,219 Mio.      |
| 42         | 12        | Teil 12: Let's Rock                                                 | Part 12: Let's Rock                               | 30. Juli 2017        | 3. Aug. 2017                            | David Lynch | Mark Frost & David Lynch | 0,240 Mio.      |
| 43         | 13        | Teil 13: Was für 'ne Geschichte ist das, Charlie?                   | Part 13: What Story is That, Charlie?             | 6. Aug. 2017         | 10. Aug. 2017                           | David Lynch | Mark Frost & David Lynch | 0,280 Mio.      |
| 44         | 14        | Teil 14: Wir sind wie der Träumer                                   | Part 14: We Are Like the Dreamer                  | 13. Aug. 2017        | 17. Aug. 2017                           | David Lynch | Mark Frost & David Lynch | 0,253 Mio.      |
| 45         | 15        | Teil 15: Da ist ein wenig Angst davor, loszulassen                  | Part 15: There's Some Fear in Letting Go          | 20. Aug. 2017        | 24. Aug. 2017                           | David Lynch | Mark Frost & David Lynch | 0,329 Mio.      |
| 46         | 16        | Teil 16: Kein Anklopfen, keine Türklingel                           | Part 16: No Knock, No Doorbell                    | 27. Aug. 2017        | 31. Aug. 2017                           | David Lynch | Mark Frost & David Lynch | 0,267 Mio.      |
| 47         | 17        | Teil 17: Die Vergangenheit diktiert die Zukunft                     | Part 17: The Past Dictates the Future             | 3. Sep. 2017         | 7. Sep. 2017                            | David Lynch | Mark Frost & David Lynch | 0,254 Mio.      |
| 48         | 18        | Teil 18: Wie ist Ihr Name?                                          | Part 18: What Is Your Name?                       | 3. Sep. 2017         | 7. Sep. 2017                            | David Lynch | Mark Frost & David Lynch | 0,240 Mio.      |